# Первомайская (станция метро, Москва)
«Первома́йская» — станция Арбатско-Покровской линии Московского метрополитена. Расположена между станциями «Щёлковская» и «Измайловская». Находится на территории района Измайлово Восточного административного округа Москвы. Конструкция станции — колонная трёхпролётная мелкого заложения.
Открыта 21 октября 1961 года в составе участка «Измайловская» (ныне «Партизанская») — «Первомайская». Название дано по Первомайской улице.

## История
Трассировка Покровского радиуса от «Площади Революции» до «Измайловского парка» оставалась практически неизменной на протяжении от начала проектирования до конца строительства. В ранних проектах 1930-х годов Покровский радиус после станции «Измайловская» (ныне «Партизанская») должен был поворачивать на север вдоль берега Серебряно-Виноградного пруда и Никитинской улицы. В Гольянове, севернее Щёлковского шоссе и восточнее Окружной железной дороги, предполагалось разместить электродепо, которое соединялось наземной линией с также наземной станцией «Никитинская Улица». Участок должен был проходить южнее Серебряно-Виноградного пруда, затем повернуть на север. В начале 40-х годов депо было перенесено юго-восточнее пруда, где и было позднее построено. 24 сентября 1954 года Арбатско-Покровская линия была продлена до станции «Первомайская», которую разместили на территории электродепо.
Нынешняя «Первомайская» (под проектным названием «11-я Парковая») впервые была включена в перспективную схему линий, принятую 22 февраля 1957 года. Строительство велось открытым способом. Станцию возвело СМУ-3 Мосметростроя. После открытия участка со станциями «Измайловский парк» и «Первомайская» 21 октября 1961 года была закрыта располагавшаяся в электродепо «Измайлово» станция «Первомайская». В результате в Московском метрополитене стало 60 станций.
До 22 июля 1963 года, когда линия была продлена на север до станции «Щёлковская», являлась конечной.
8 января 1977 года здесь, на открытом перегоне между станциями «Измайловская» и «Первомайская» произошёл взрыв, унёсший жизни 7 человек.

## Архитектура и оформление
«Первомайская» — первая в Московском метро «сороконожка» (мелкая колонная станция типового проекта). Скромное оформление станции объясняется тем, что она была спроектирована уже после выхода постановления 1955 года «Об устранении излишеств в проектировании и строительстве». Авторы проекта — М. Ф. Марковский (станционный зал), Я. В. Татаржинская (вестибюли), инженер-конструктор — Л. В. Сачкова.
В станционном зале два ряда по 38 железобетонных колонн с шагом 4 м. Расстояние между рядами 5,9 м. Колонны (слегка расширяющиеся кверху) облицованы красным с белыми вкраплениями мрамором грузинского месторождения Салиэти, пол выложен серым и красным гранитом. В красном мраморе встречаются окаменелости губок, кораллов и наутилусов. Путевые стены покрыты белой (вверху) и чёрной (внизу) глазурованной керамической плиткой. Светильники скрыты в ребристом потолке. У станции два подземных типовых вестибюля, связанных с платформой лестницами.

## Путевое развитие
В настоящее время станция не имеет путевого развития. Ранее, когда станция была конечной, за станцией имелся пошёрстный съезд, впоследствии демонтированный.

## Галерея

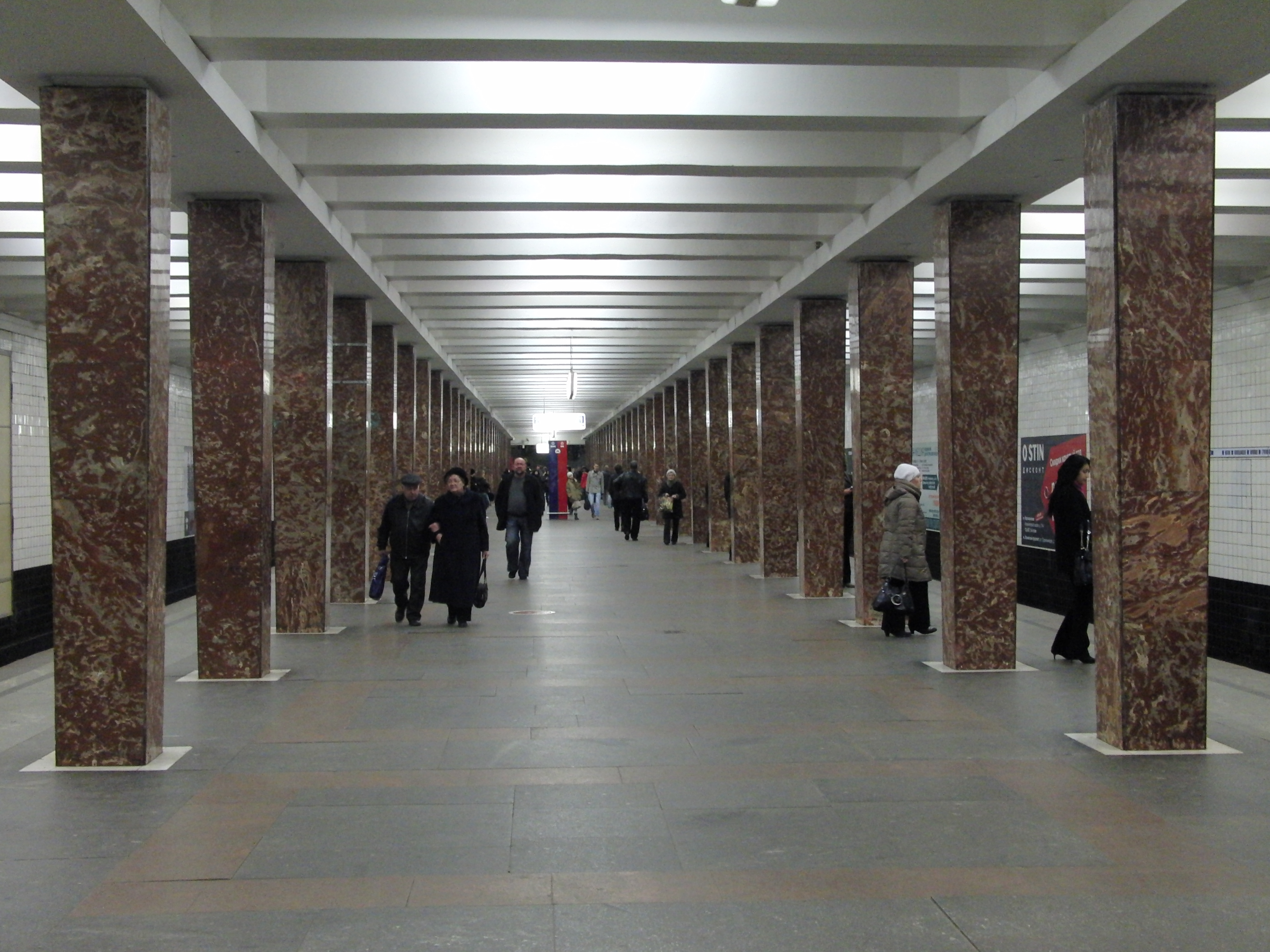
Зал станции
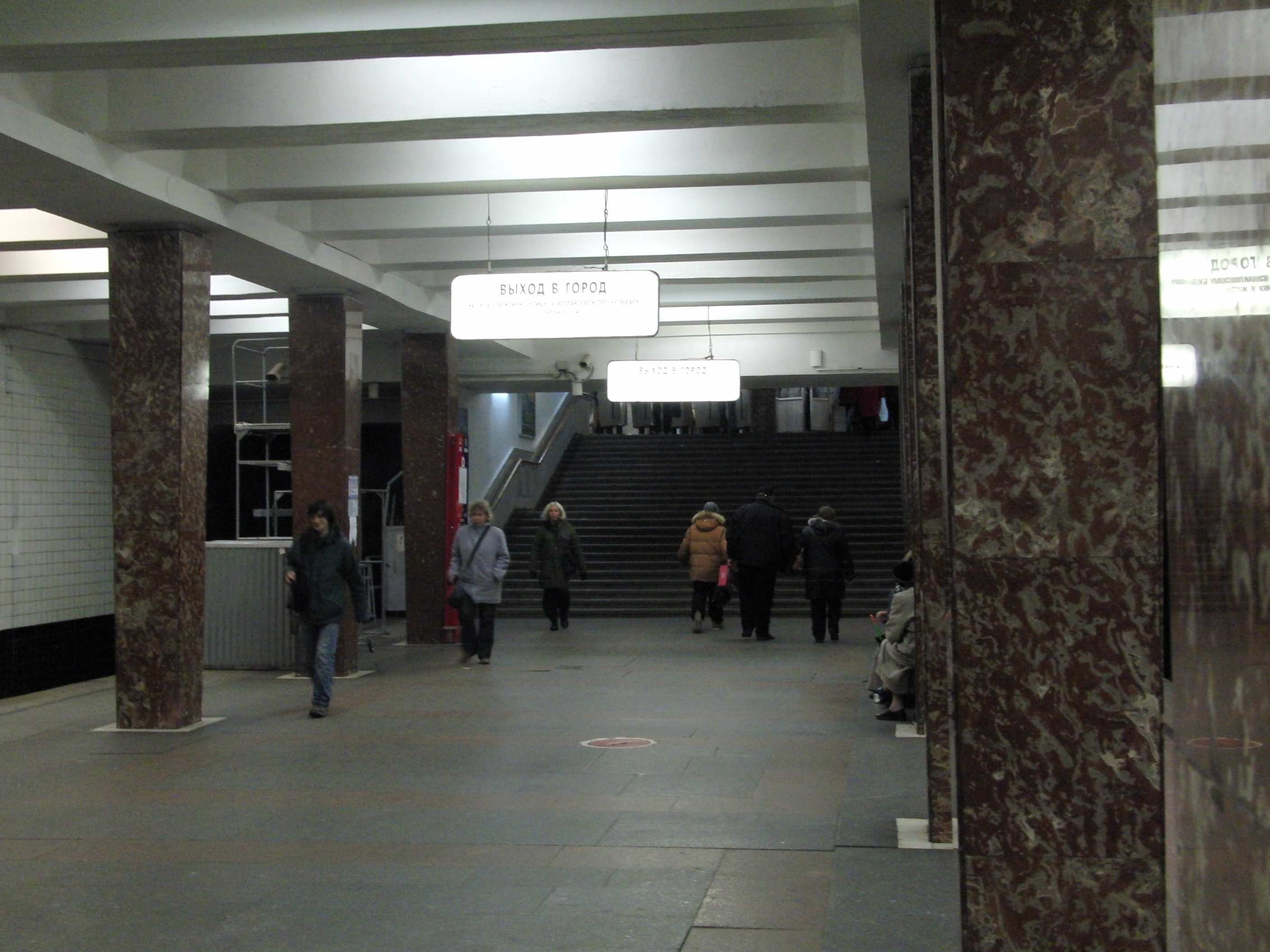
Торец станции
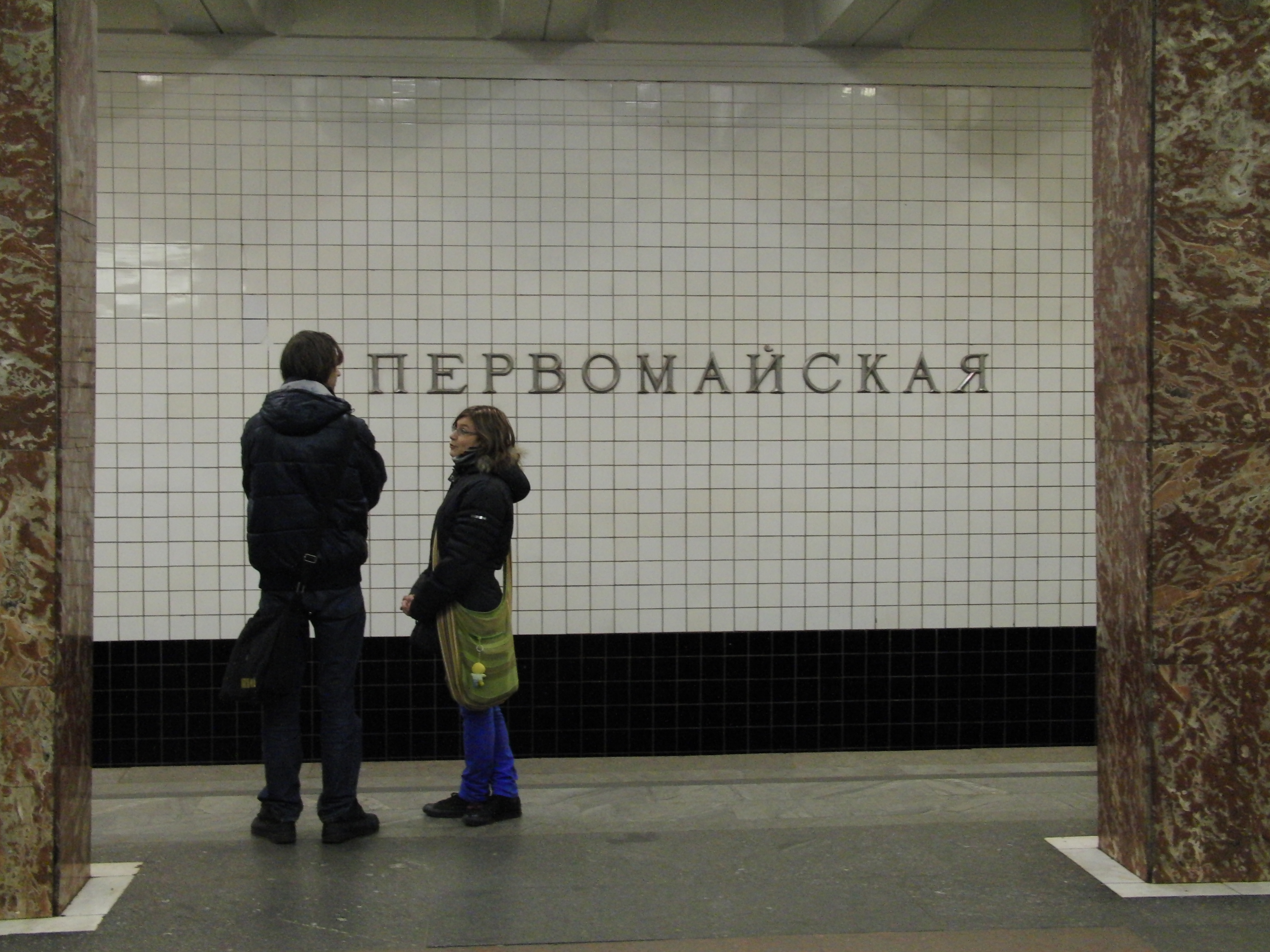
Название на путевой стене
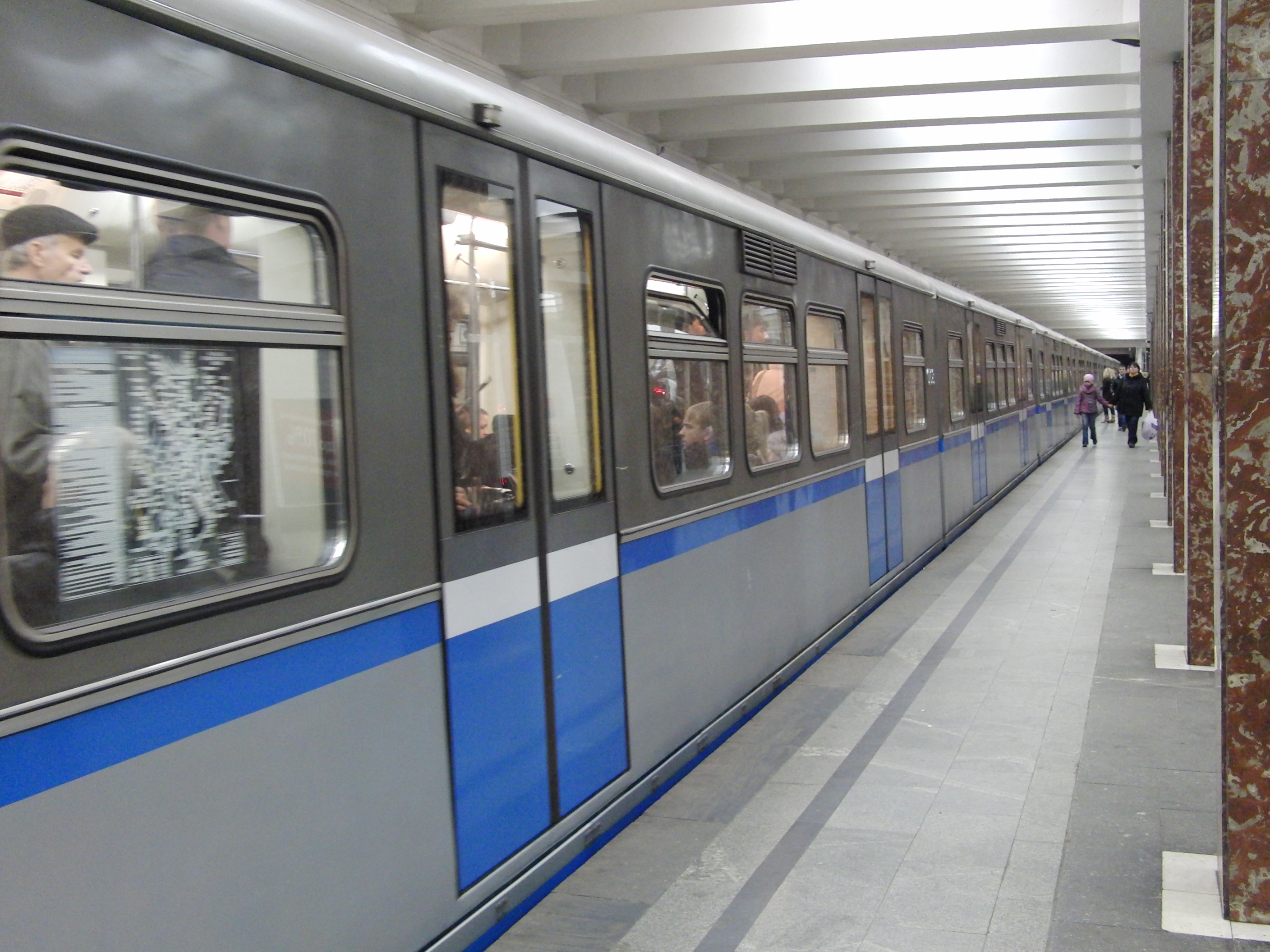
Поезд «Русич» на платформе

## Станция в цифрах
- Код станции — 052[11].
- Пикет ПК0138+92,5[14].
- Глубина заложения — 7 м[15].
- По данным 1999 года, ежедневный пассажиропоток составлял 59 620 человек[16]. Согласно статистическому исследованию 2002 года, ежедневный пассажиропоток составлял: по входу — 58 100 человек, по выходу — 57 500 человек[17]. Согласно статистике на официальном сайте Московского метрополитена, в рабочие дни станция является не загруженной с 5:30 до 7:00, среднезагруженной с 7:00 до 10:00, не загруженной с 10:00 до 01:00[18].
- Время открытия станции для входа пассажиров — 5:30, время закрытия — 1:00[19].
- Таблица времени прохождения первого поезда через станцию[20]:

| По чётным числам                 | Будние дни | Выходные дни |
| По нечётным числам               | Будние дни | Выходные дни |
| В сторону станции «Щёлковская»   | 05:57:00   | 05:57:00     |
| В сторону станции «Щёлковская»   | 06:06:00   | 06:06:00     |
| В сторону станции «Измайловская» | 05:44:00   | 05:43:00     |
| В сторону станции «Измайловская» | 05:46:00   | 05:50:00     |

## Расположение
Конструкция типовая. В 2019 году у всех четырёх выходов были построены наземные остеклённые вестибюли. По подземным переходам осуществляется выход на 9-ю Парковую улицу к Измайловскому бульвару и Первомайской улице.

## Наземный общественный транспорт

### Городской
На этой станции можно пересесть на следующие маршруты городского пассажирского транспорта:
- Автобусы: 223, 223к, 257, 634, 634к, 645, 645п, 664, 674, т22, т55, н3
- Трамваи: 11, 12

### Областной
- Автобусы: 15, 1013

## Происшествия
Первый теракт в истории Московского метрополитена произошёл 8 января 1977 года. Тогда в Москве почти одновременно были произведены три взрыва. В 17:33 по московскому времени в поезде метро между станциями «Измайловская» и «Первомайская» прогремел взрыв, в результате чего семь человек погибло и ещё тридцать семь получили ранения различной степени тяжести. Повреждённый состав был отбуксирован на близлежащую станцию «Первомайская», которая была закрыта для пассажиров, и поезда на ней не останавливались. Некоторое время спустя в Москве произошли ещё два взрыва: один — в гастрономе на улице Дзержинского (ныне улица Большая Лубянка), второй на улице 25 Октября (современное название — Никольская).